# Carludovica palmata
Carludovica palmata är en enhjärtbladig växtart som beskrevs av Hipólito Ruiz López och José Antonio Pavón y Jiménez. De namngav den efter dåvarande spanska kungaparet Karl IV och Maria Lovisa av Parma.Carludovica palmata kallas även Toquillapalm och Jipijapapalm trots att det egentligen inte är palmer. De ingår i släktet Carludovica och familjen Cyclanthaceae. Inga underarter finns listade.
Så kallade Panamahattar är gjorda av Carludovica palmata

## Bildgalleri

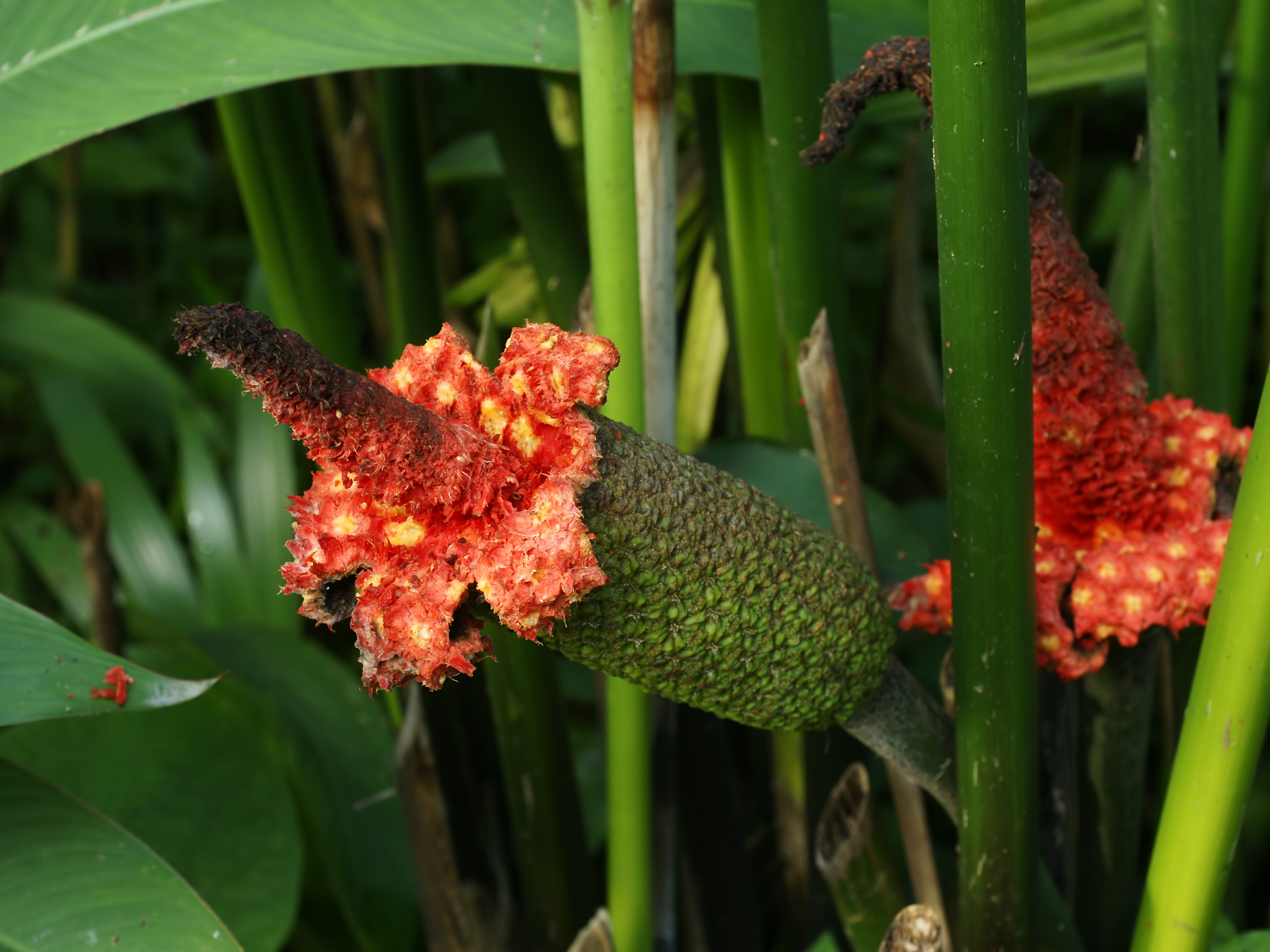
frukt. Las Horquetas, Costa Rica
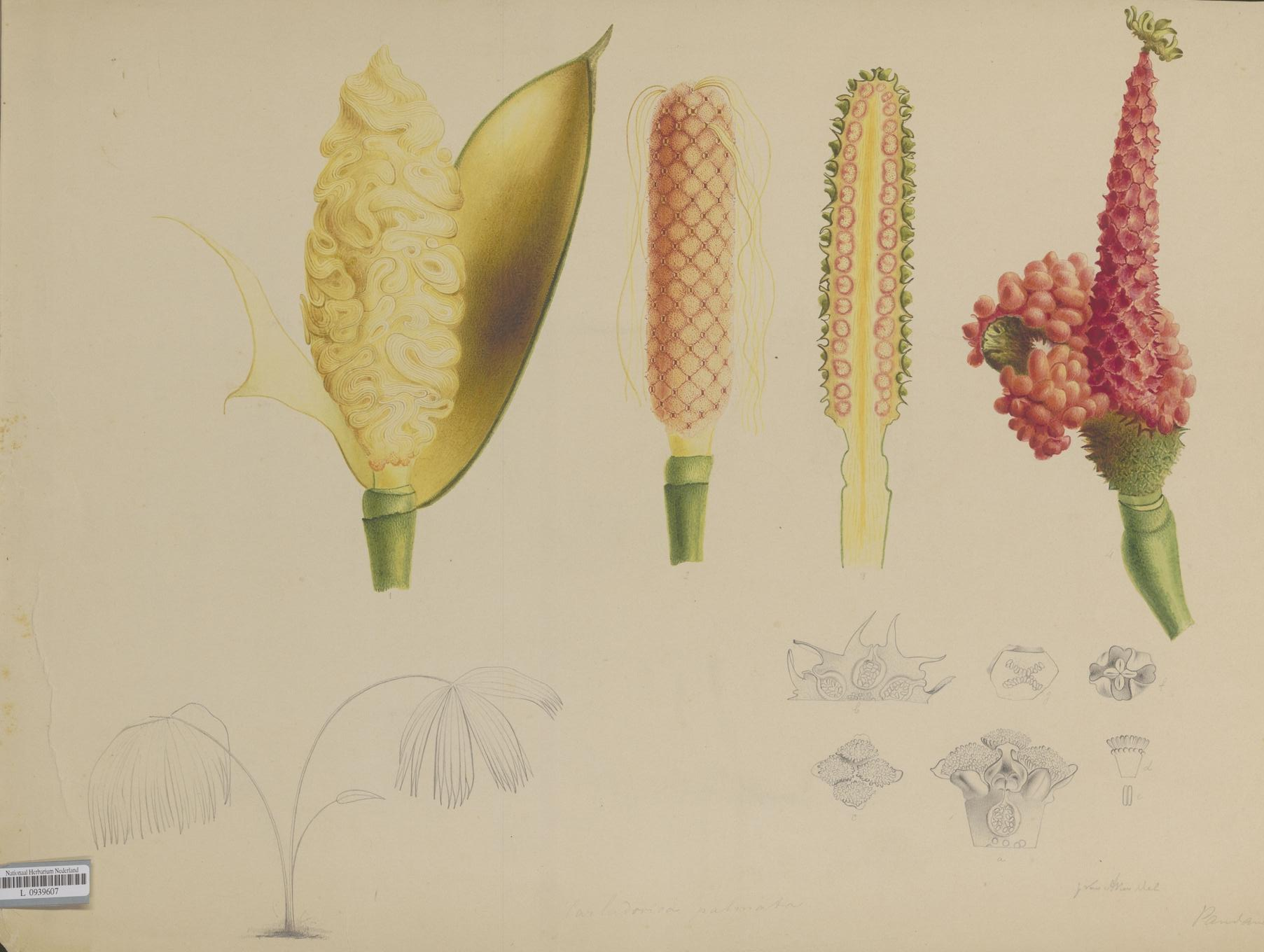
Carludovica palmata av J. van Aken, 1860-1870
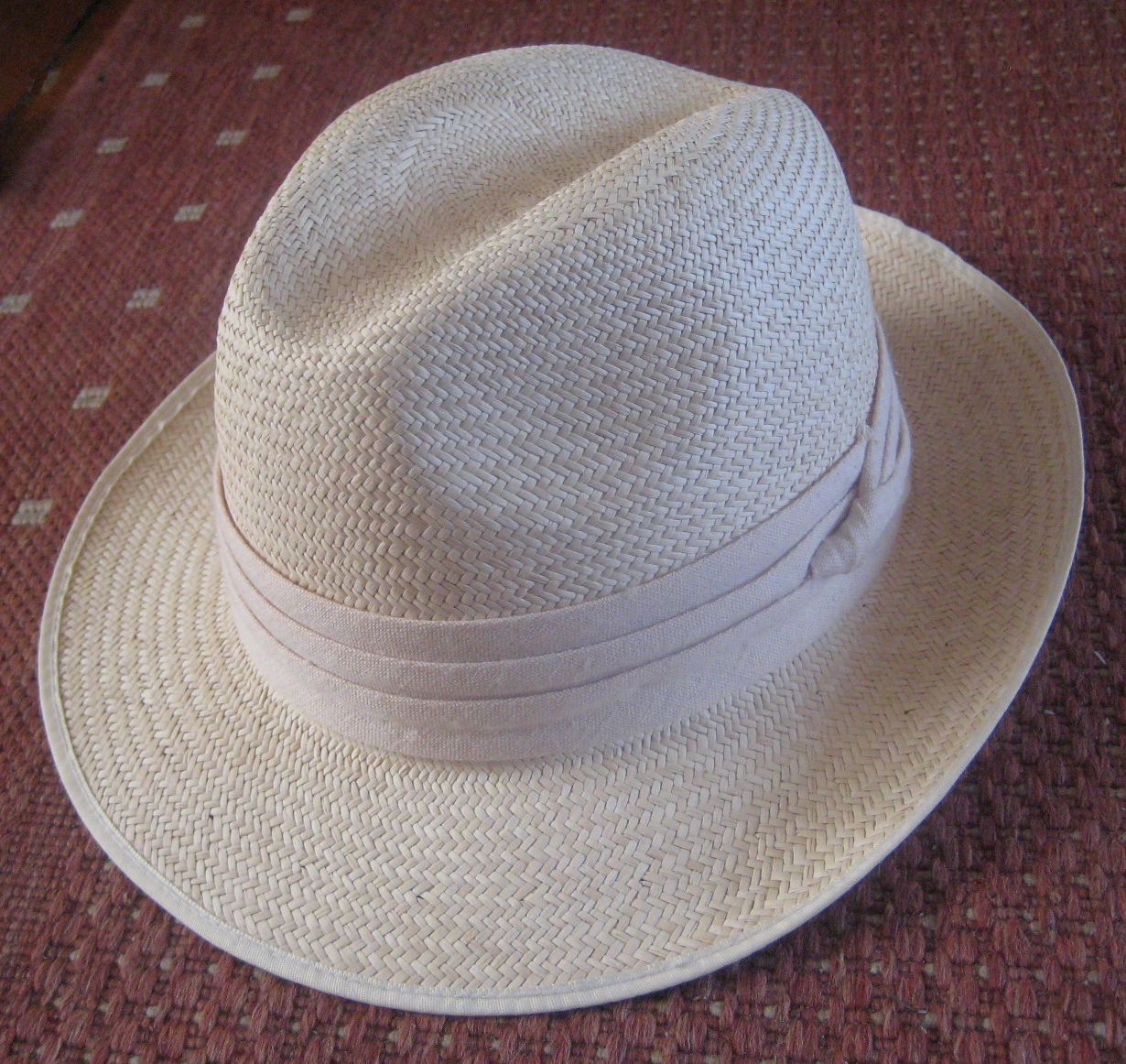
En Panamahatt